# Bernhard Matthias Brasch
Bernhard Matthias Brasch (* 1741; † 15. August 1821 in Neuruppin) war ein preußischer Beamter und Königlicher Bauinspektor.

## Leben
Neben seiner Arbeit in der Retablissement-Kommission ist aus seinem Leben ist nicht sehr viel bekannt. 1783 wurde er zum Distriktsbauinspektor in Oranienburg ernannt. Am Wiederaufbau der Stadt Neuruppin war er maßgeblich beteiligt. Dies geschah im Rahmen seiner Tätigkeit in der Retablissement-Kommission, bei der er sich vor allem um die täglichen Geschäfte kümmerte, was ihn zeitlich einnahm und (zusammen mit mangelhaften Entwürfen) dazu führte, dass ihm 1788 die Fassadengestaltung der neuen Häuser entzogen und Philipp François Berson übertragen wurde. Gemeinsam mit Kondukteur Schlegel wurde er bereits vorher von Kammerpräsident von Voß damit beauftragt, die Schäden an der Stadt zu analysieren und einen Plan zu ihrer Neuanlage zu fertigen. Als weisungsgebundener Beamter gering befugt, war dieser Plan wahrscheinlich deutlich durch von Voß beeinflusst. Daneben nahm auch Justizrat Noeldechen merklichen Einfluss auf die Konzeption der Stadt. Zu Braschs frühesten Aufgaben in Neuruppin gehörte unter anderem der Bau von 27 Nischenwohnungen an der Stadtmauer.
1795 kaufte er ein Haus in der Neuruppiner Rudolf-Breitscheid-Straße 7, womit er wahrscheinlich seinen Hauptwohnsitz in die Stadt verlegte. In diesem Gebäude soll er bis 1802 gelebt haben. Zu dieser Zeit kehrte er in seine vormalige Position zurück, nachdem er bis dahin ausschließlich in der Retablissement-Kommission gebunden war. Er heiratete Dorothea Wachsmuth. Aus der Ehe stammen drei Söhne und eine Tochter.

## Würdigung
Nach ihm sind der Bernhard-Brasch-Platz und die Bernhard-Brasch-Straße in Neuruppin benannt.

## Galerie

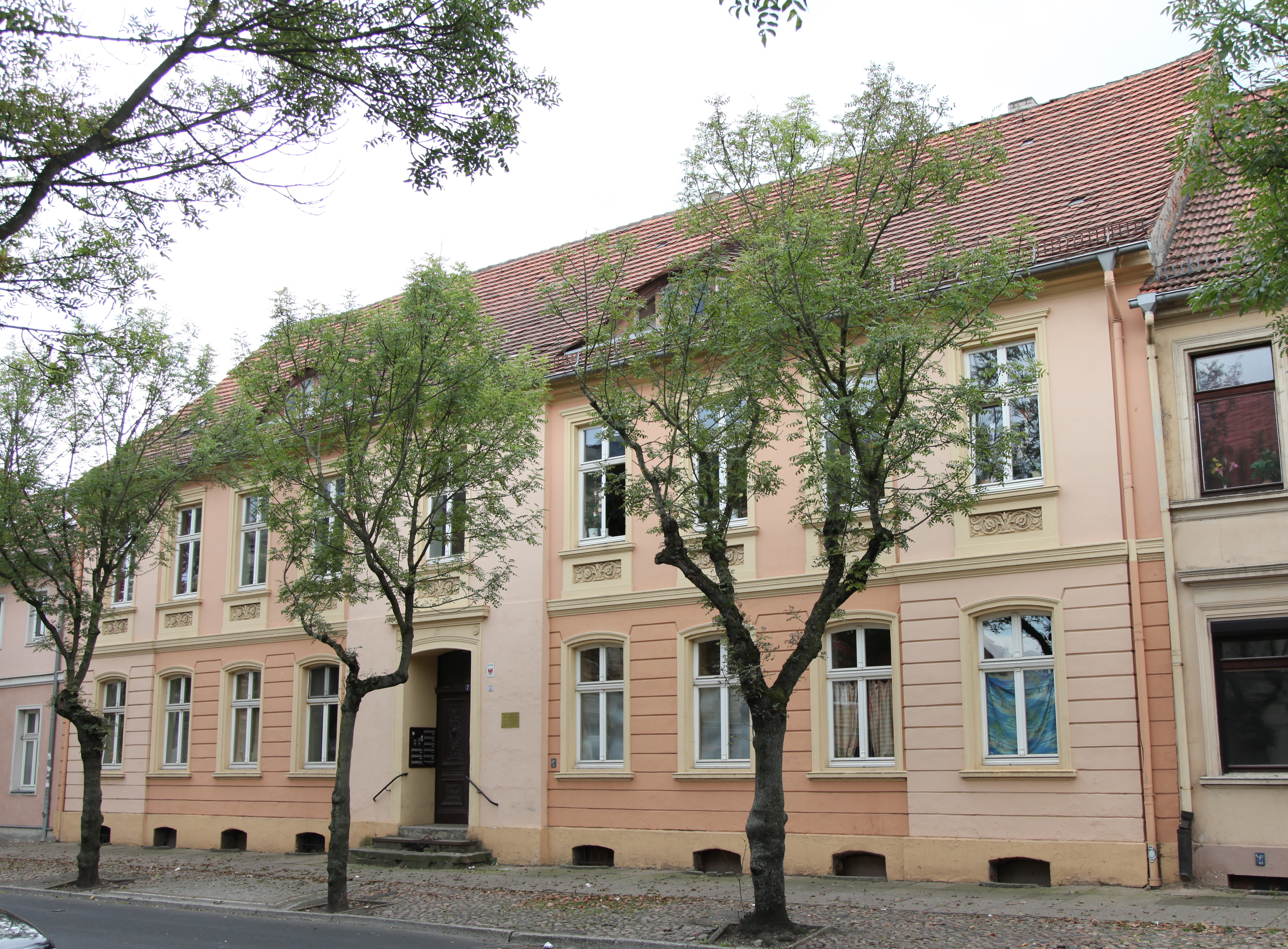
Wohnhaus Braschs 1795–1802.
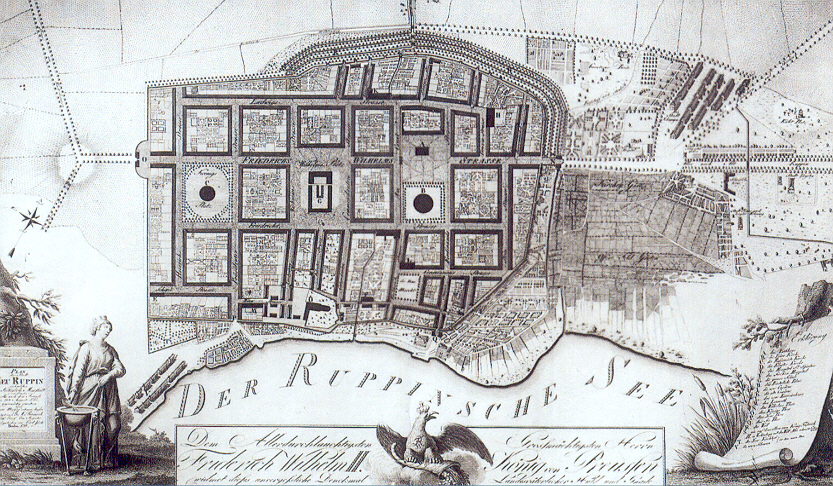
Der Plan zur Neuanlage der Stadt Neuruppin (1789).
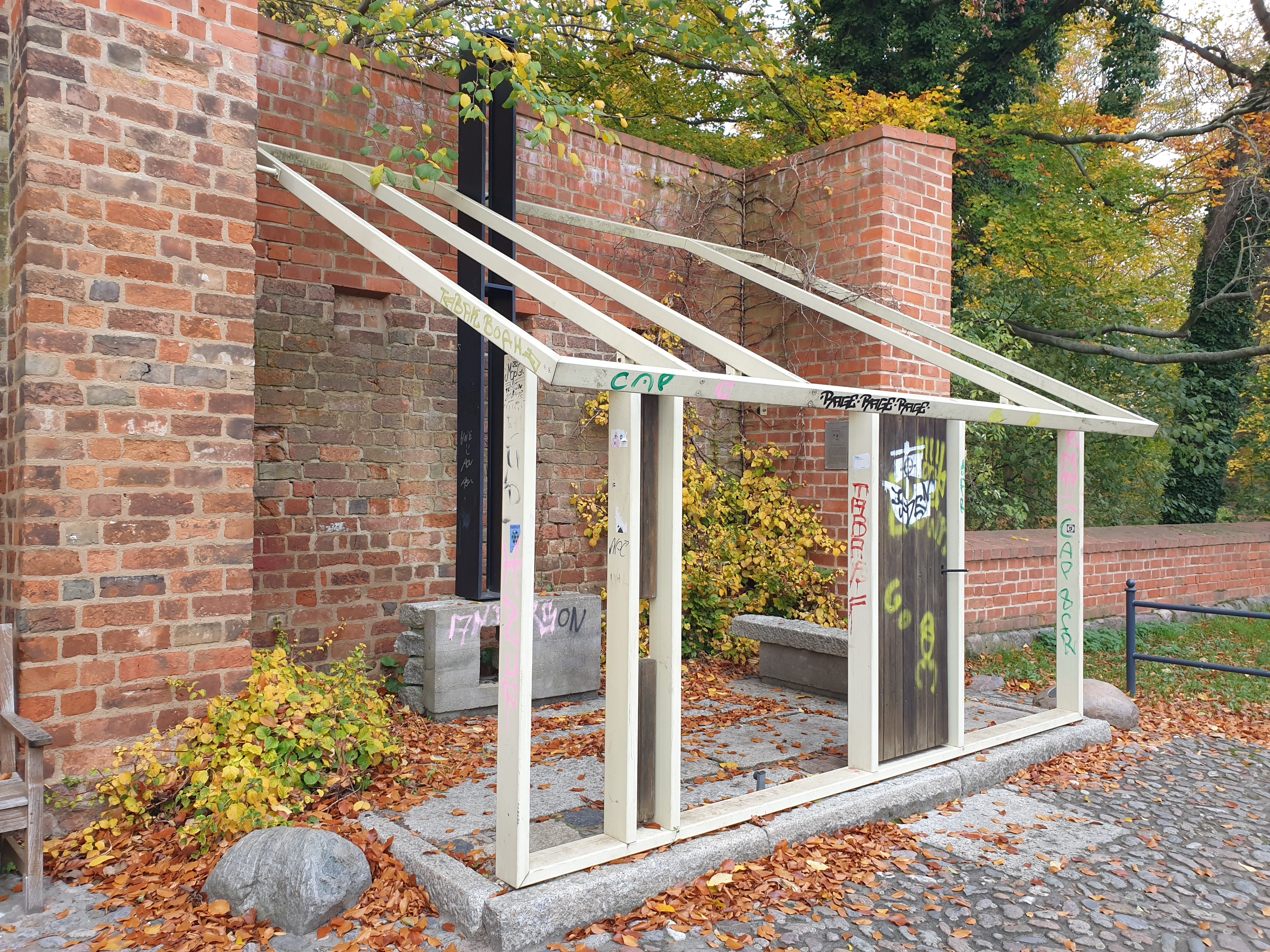
Denkmal für die Nischenwohnungen entlang der Stadtmauer.
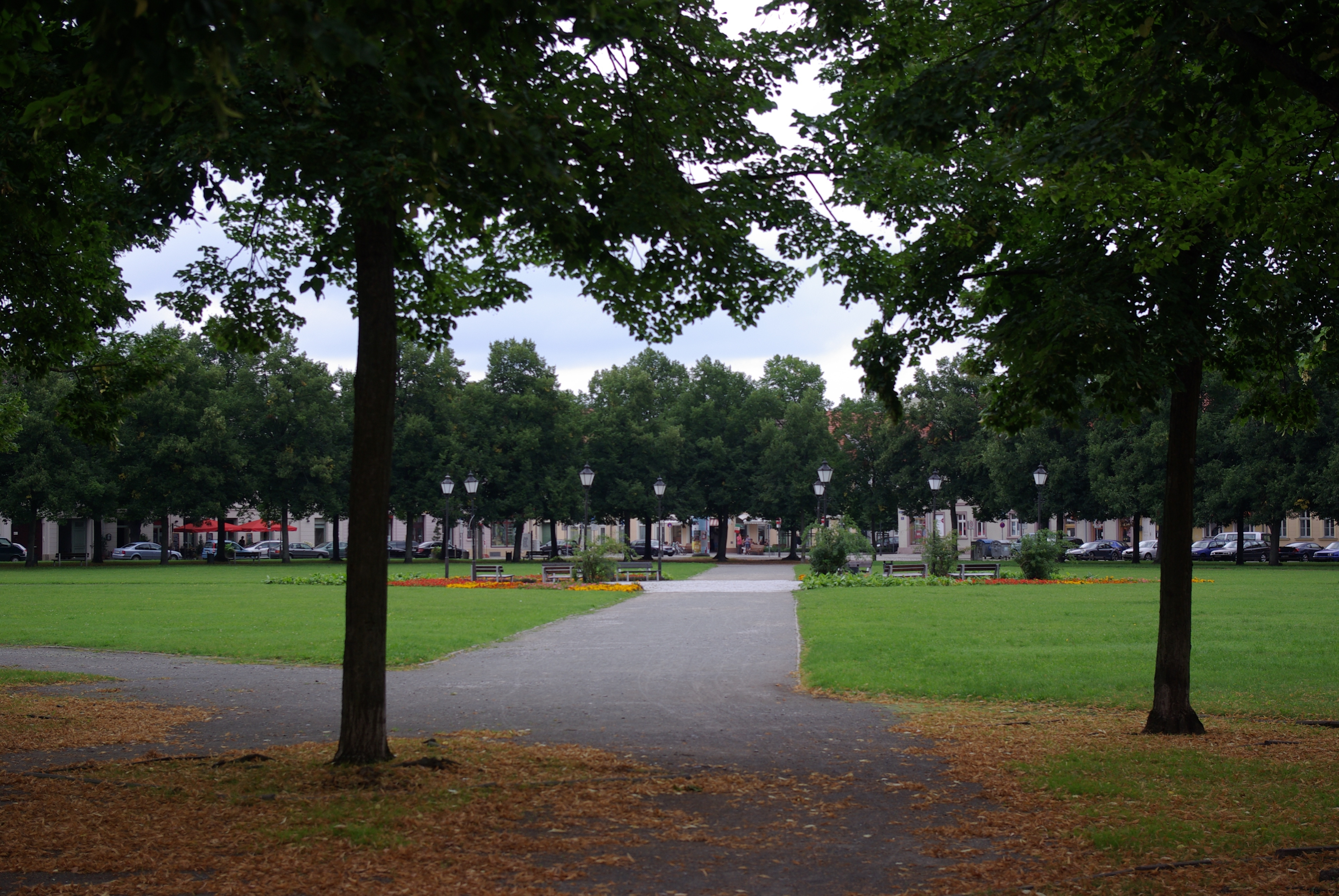
Bernhard-Brasch-Platz (2011) in Neuruppin.